# Guerrilla
Guerrilla (Spaans: kleine oorlog) is een term uit de krijgswetenschap en heeft betrekking op een gewapend conflict waarbij ongeregelde strijders een reguliere krijgsmacht trachten te ontregelen en uit te putten, terwijl vanwege het verschil in vuurkracht een rechtstreekse confrontatie door die strijders zoveel mogelijk wordt vermeden. De term guerrilla wordt ook wel gebezigd om persoon of de organisatie aan te duiden die de guerrilla voert.
Belangrijke bijdragen aan de literatuur over de guerrilla zijn geleverd door de ervaringsdeskundigen Mao Zedong en Che Guevara. Guerrilla is een van de oudste vormen van asymmetrische oorlogsvoering.

## Voorbeelden
Guerrilla's kwamen al voor in de Oudheid. De nomadische Scythen verzetten zich in de tijd van Darius de Grote op deze wijze vanuit Centraal-Azië tegen het Perzische Rijk en later tegen het Macedonische Rijk van Alexander de Grote. 
Latere voorbeelden zijn het verzet in Atjeh tegen de Nederlandse kolonisatiepogingen, het verzet in het Rifgebergte tegen de Spaanse bezetter tijdens de Rifoorlog, het verzet in China tijdens de Japanse bezetting (1937-1945), de acties van Joegoslavische, Griekse, Franse en Russische partizanen tijdens de Tweede Wereldoorlog, de strijd van de Vietminh tegen de Fransen en van de Vietcong tegen Amerikaanse troepen in de Vietnamoorlog, alsmede de rebellie onder Fidel Castro op Cuba in de jaren vijftig. Ook de Taliban in Afghanistan maakt gebruik van de guerrillatactiek evenals Hamas in de Gazastrook. De mogelijkheid zich te verbergen tussen de burgerbevolking is een voordeel dat bij een guerrilla wordt uitgebuit.

## Tactiek
Een centraal leerstuk in de guerrilladoctrine is het bereiken van een tijdelijk en plaatselijk overwicht tegen een vijand die qua mankracht en vuurkracht veruit superieur is. Zo worden de vijandelijke verbindingen ontregeld door konvooien in een hinderlaag te laten lopen en worden aanvallen uitgevoerd op geïsoleerde militaire posten. Men slaat toe en lost vervolgens schijnbaar op in het niets voordat vijandelijke versterkingen op het gevechtsveld arriveren. Een voorwaarde voor een succesvolle guerrilla is een moeilijk begaanbaar gebied met heuvels, dichte bossen of moerassen met een slecht wegennetwerk. 
Een andere voorwaarde is de steun van de bevolking, waarin, zoals Mao Zedong het formuleerde, de strijders 'als een vis in het water' moeten bewegen. De bevolking moet zorgen voor schuilplaatsen, bevoorrading, inlichtingen. Ook vormt de bevolking een bron van nieuwe rekruten. Aan de bereidheid om zich aan te sluiten bij de guerrilla dragen vaak beide strijdende partijen bij. De guerrilla doet dat door de ‘gewapende propaganda’, dat wil zeggen door de voorbeeldwerking van geslaagde acties tegen de troepen van het regeringsleger, respectievelijk de buitenlandse bezettingsmacht. Laatstgenoemden maken bij de bestrijding van de guerrilla niet zelden ook burgerslachtoffers of gaan zich te buiten aan represailles, wat de bereidheid tot het opnemen van de wapens tegen hen vergroot. Sommige groeperingen lokken om die reden ook opzettelijk represailles uit, bijvoorbeeld door aanslagen te plegen op hoge militairen of politici.
De 'gewapende propaganda' kan van beslissende strategische betekenis worden als de krachtsverhoudingen tussen de beide strijdende partijen erdoor fundamenteel worden gewijzigd. Zoiets heeft zich voorgedaan tijdens de bovengenoemde Cubaanse revolutie. Na aanvankelijke tegenslagen boekten de rebellen enkele spectaculaire successen, waarna een sneeuwbaleffect in werking trad en steeds meer burgers zich bij de opstandelingen aansloten.
Een belangrijke voorwaarde voor succesvolle 'gewapende propaganda' is dat de bevolking zich kan vinden in de doelstellingen van de guerrilla. Dat ondervond Che Guevara tijdens zijn campagne in Bolivia in 1967. De plaatselijke bevolking toonde geen enkel begrip voor de acties van Guevara en dat leidde uiteindelijk tot diens ondergang.
Voor het vergroten van de vuurkracht is de guerrilla aangewezen op buitgemaakte wapens. Ook worden wel wapens geleverd door buitenlandse mogendheden die de guerrilla steunen of door de internationale wapenhandel.

## Strategie
Een strategisch doel van de guerrilla kan zijn ondersteuning te geven aan een reguliere oorlog. Een voorbeeld hiervan zijn de acties van de Russische partizanen tegen de Duitse troepen in de Tweede Wereldoorlog. Niet alleen kan een guerrilla de bevoorrading zware schade toebrengen, ook dwingt het de vijand troepen in te zetten die elders nodig zijn.
Een ander doel van de guerrilla kan zijn een einde te maken aan buitenlandse overheersing of aan een binnenlands regime. Voorbeelden hiervan zijn de oorlogen in het kader van de dekolonisatie van Vietnam, Indonesië en de Portugese koloniën in Afrika, respectievelijk de verdrijving van de Cubaanse dictator Batista door Fidel Castro en Che Guevara. Ook Joegoslavië wist zich tijdens de Tweede Wereldoorlog onder Tito volledig zelfstandig van de Duitsers te bevrijden door middel van guerrillatactieken. Dit is het enige bezette land dat tijdens deze oorlog zichzelf op eigen kracht wist te bevrijden van de overheerser.
Een mengvorm van de beide doelen lag ten grondslag aan de operaties onder leiding van de Britse kolonel T.E. Lawrence, beter bekend als Lawrence of Arabia, tijdens de Eerste Wereldoorlog in het Midden-Oosten. De Britten zagen deze operaties als een welkome bijdrage aan de eindoverwinning op de Turken, terwijl de Arabieren zo een einde wilden maken aan de Turkse overheersing.
De guerrilla is gericht op het verzwakken van de tegenstander, niet op het veroveren van gebied. De vijandelijke oorlogsvoering zal gehinderd worden en schade oplopen door de aanhoudende overvallen, terwijl vijandelijke represailles hier vaak niet tegen opwegen. Bovendien zal dit het moreel omlaaghalen doordat de aanvallen onzekerheid en angst bij de vijandelijke soldaten opwekt, met muiterij, deserties en dienstweigering tot gevolg. Dit kan zich uiteindelijk vertalen in politieke druk om met de guerrilla tot een vergelijk te komen en de dure strijd te stoppen. Ook internationaal kan de vijand onder druk komen te staan.
Wel kan in gebieden waar de steun van de bevolking groot genoeg en de dreiging van vijandelijke acties beperkt is, sprake zijn van een vorm van bestuur door de guerrilla. Dan ontstaan er een of meerdere partizanenrepubliekjes. De guerrilla zal meestal als overheid trachten te functioneren en hervatting van het normale leven trachten te stimuleren. Het moreel wordt indien mogelijk hoog gehouden door het uitgeven van een krant en soms zelfs theaters of bioscopen. Belastingheffing van burgers kan helpen de oorlog te financieren. De republiekjes zijn echter altijd klein en provisorisch, en de guerrilla is er vaak op voorbereid de biezen te pakken wanneer de tegenstander te dichtbij komt. Gebeurt dit, dan verdwijnt de guerrilla, om na enige tijd ergens anders weer opnieuw te beginnen.
Op den duur kunnen aanhoudende guerrilla-acties de vijand uitputten, diens moreel ondermijnen en uiteindelijk, zoals de geschiedenis aantoont, de overwinning binnen bereik brengen. Als de kracht van de guerrilla groot genoeg is kan deze overgaan in een reguliere oorlog. Ook komt het voor dat wat als een reguliere oorlog begon, overgaat in een guerrilla, bijvoorbeeld als het vijandelijke overwicht te groot blijkt.

## Represailles
Een guerrilla is moeilijk te bestrijden, vooral wanneer deze de steun van de bevolking geniet. Directe aanvallen hebben vaak weinig nut daar de guerrillastrijders meestal hun biezen al hebben gepakt om elders nogmaals toe te kunnen slaan. Ook kan het voorkomen dat op de strafexpeditie is geanticipeerd en de guerrilla een hinderlaag heeft opgezet. Een guerrilla kan echter op zijn beurt ook worden uitgeput, hoewel daar meestal veel tijd in zal gaan zitten.
Een tactiek, die succesvol is toegepast door de Russen tijdens de Tweede Tsjetsjeense Oorlog, en het Iraakse leger in de strijd tegen ISIL, is de guerrillabeweging systematisch zijn bewegingsruimte en terrein te verkleinen. Dit kan door middel van een langzame maar gestage opmars waarbij de tijd wordt genomen om het veroverde gebied uit te kammen op zoek naar guerrillastrijders. Verzetshaarden worden omsingeld, belegerd, en volgens dezelfde methode gestaag veroverd. Het leger vormt bovendien een goed bewaakt en aaneengesloten front waardoor guerrillastrijders niet door de linies kunnen sluipen om alsnog te infiltreren. Hierbij hoeft men niet per se het gehele gebied te heroveren. Men kan er ook mee volstaan de guerrilla te verdrijven uit de bewoonde gebieden waardoor deze naar onherbergzame en afgelegen gebieden wordt verbannen waar de guerrilla of weinig kwaad kan of honger en dorst zal lijden. Een voorbeeld hiervan is de Marokkaanse politiek jegens Polisario.
Een andere mogelijkheid is de guerrillabeweging te isoleren van de bevolking. Dit kan door een charme-offensief bij de plaatselijke bevolking, het nalaten van harde represailles die de bevolking in de armen van de guerrilla kan drijven, diens ideologie te weerleggen, en de bevolking op allerlei manieren te helpen door bijvoorbeeld scholen en werkverschaffingsprojecten te stichten. Hierdoor zal de guerrilla afgesneden worden van steun en rekruten, en langzaam doodbloeden. Soms kan een regering een amnestieregeling afkondigen of tot een vergelijk proberen te komen met de guerrilla door bijvoorbeeld een autonomieregeling. Hierdoor kan men zich van het leeuwendeel van de opstandelingen ontdoen en blijft nog een kleine groep radicalen over om militair mee af te rekenen. De Filipijnse regering heeft deze politiek met succes gevoerd jegens Moro opstandelingen in Mindanao. Een andere mogelijkheid is het afkondigen van harde straffen voor personen die de guerrilla helpen, het nemen van burgergijzelaars, of gevangen guerrilla's te vernederen of publiekelijk te executeren, hoewel dit ook averechts kan werken en de bevolking in de armen van de guerrilla kan drijven. Bovendien worden deze methoden gezien als oorlogsmisdaad.

## Etymologie
Het Spaanse woord guerrilla is een verkleinvorm van guerra en betekent dus eigenlijk oorlogje of kleine oorlog. Het woord is afgeleid van de guerra de guerillas, de strijd die kleine groepen Spanjaarden voerden tegen de Napoleontische legers in Spanje tussen 1804 en 1808. Een deelnemer aan een guerrilla heet een guerrillero. In het Engels wordt de term al van het begin van de negentiende eeuw af ook wel gebezigd om de guerrillastrijder aan te duiden.